# Iqaluit (film)
Pour plus de détails, voir Fiche technique et Distribution.
Iqaluit est un film québécois réalisé par Benoît Pilon sorti en 2016 et mettant en vedette Marie-Josée Croze, François Papineau et Natar Ungalaaq.

## Synopsis
Venue de Montréal, Carmen arrive à Iqaluit au Nunavut, où son mari Gilles est hospitalisé, insconcient et souffrant d'une blessure sérieuse à la tête. Il décède dans les heures suivantes devant les yeux de Carmen. Bouleversée, cette dernière songe à retourner chez elle avec les effets de son mari. Mais, au moment de partir, elle se rétracte et décide de découvrir les circonstances qui entourent la mort de son mari qui est sous enquête par la Gendarmerie royale.

## Fiche technique
Source : IMDb et Films du Québec
- Titre original : Iqaluit
- Réalisation : Benoît Pilon
- Scénario : Benoît Pilon
- Musique : Robert Marcel Lepage
- Direction artistique : Patrice Bengle
- Décors : Michèle Forest
- Costumes : Francesca Chamberland
- Maquillage : Kathryn Casault
- Coiffure : Denis Parent
- Photographie : Michel La Veaux
- Son : Thierry Morlaas-Lurbe, Olivier Calvert, Stéphane Bergeron
- Montage : Richard Comeau
- Production : Bernadette Payeur, Robert Lacerte
- Société de production : Association coopérative de productions audio-visuelles (ACPAV)
- Sociétés de distribution : Les Films Séville
- Budget : 4,5 millions $ CA
- Pays de production :  Canada
- Tournage : Iqaluit
- Langue originale : français, inuktitut, anglais
- Format : couleur (Technicolor) — format d'image : 2,39:1 — son Dolby numérique
- Genre : drame psychologique
- Durée : 103 minutes
- Dates de sortie :
  - Allemagne : 1er octobre 2016 (première au Festival du film de Hambourg)
  - Canada : 6 mars 2017 (première québécoise au cinéma Quartier Latin à Montréal)[2]
  - Canada : 10 mars 2017 (sortie en salle au Québec)
  - Canada : 13 juin 2017 (VSD)

## Distribution
- Marie-Josée Croze : Carmen
- François Papineau : Gilles
- Natar Ungalaaq : Noah
- Christine Tootoo : Ani
- Paul Nutarariaq (en) : Dany
- Sébastien Huberdeau : Victor
- Annie Neevee-Buscemi : Teena
- Mikidjuk Akavak : Jimmy
- Uliipika Irngaut : Kayla
- Kaalinnguaq Peter : Alamie
- Simon Nattaq : Paulosie Tagalik, sculpteur
- Peter-Henry Arnatsiaq : Putulik, sculpteur
- Matt Holland : sergent McDuff
- Ellen David : infirmière en chef

## Distinctions

### Nominations
- Prix Écrans canadiens 2017 : Meilleur acteur dans un second rôle : Natar Ungalaaq